# Aranđelovo
Aranđelovo (Аранђелово) è un centro abitato della Bosnia ed Erzegovina, compreso nel comune di Trebigne.